# Ourdon
Ourdon település Franciaországban, Hautes-Pyrénées megyében. Lakosainak száma 14 fő (2022. január 1.). Ourdon Ousté, Berbérust-Lias, Gazost és Juncalas községekkel határos.

## Népesség
A település népességének változása:
| Lakosok száma | 8    | 5    | 7    | 9    | 11   | 12   | 13   | 14   |
|               | 2013 | 2015 | 2017 | 2018 | 2019 | 2020 | 2021 | 2022 |